# Mengli Ier Giray
Mengli Ier Giray (1445-17 avril 1515) est un khan de Crimée (1466, 1469-1475, 1478-1515) et le sixième fils du fondateur Haci Giray.

## Règne
Mengli Ier Giray est né en 1445. Il est le fils de Haci Ier Giray, le premier khan de Crimée.

### Premier règne (1467)
À la mort de Haci Giray, le frère aîné de Mengli, Nur Devlet Giray, succède à son père. Mengli, soutenu par la noblesse, se révolte contre son frère, qui lui est soutenu par la Horde d'Or. En 1467, il occupe brièvement la capitale, Çufut Qale, et règne une première fois pour quelques mois seulement. Il est toutefois chassé par son frère et doit se réfugier dans la colonie génoise de Caffa ou dans la forteresse de Mangoup de la principauté de Théodoros.

### Deuxième règne (1469-1475)
En juin 1468, Mengli Ier Giray, soutenu par des nobles criméens et par un détachement génois, marche sur la capitale. En janvier 1469, il prend la capitale, devient khan pour la deuxième fois et Nur Devlet Giray doit fuir. Ce dernier est finalement capturé et enfermé dans la forteresse génoise de Sudak.
Il conclut une alliance avec la principauté de Théodoros afin de s'opposer aux Ottomans. Ces derniers brûlent des villages près de Caffa en 1469. A la fin de l'année 1473, Eminek devient chef du clan Shirin qui tient l'Est de la péninsule de Crimée et se montre souvent hostile à Mengli. Il reperd son trône en mars 1475, à la suite d'une rébellion de la noblesse qui porte son frère Hayder Giray au pouvoir.

### Prisonnier à Constantinople
Deux mois plus tard, en mai 1475, les Ottomans interviennent à la demande d'Eminek, s'emparent de la colonie génoise de Caffa et des autres forteresse génoises et annexent la principauté de Théodoros. Mengli, qui s'était réfugié à Caffa ou à Mangoup après sa chute en mars et qui a soutenu les Génois, est fait prisonnier et emmené à Constantinople. Son frère Nur Devlet est, lui, libéré, et remonte sur le trône en tant que vassal de l'Empire ottoman. En 1477/1478 toutefois, Djanibeg, neveu d'Ahmed de la Horde d'or, attaque le khanat de Crimée, chasse Nur Devlet Giray et soumet la Crimée. Eminek écrit alors au Sultan pour demander la libération de Mengli, qu'il obtient. Ce dernier débarque alors en Crimée et reprend le khanat avec l'aide de troupes turques et des soldats d'Eminek.

### Troisième règne (1478-1515)
Pendant son troisième règne, Mengli Giray contribue fortement au développement de l'État tatar de Crimée. Il est notamment le fondateur de la forteresse d'Özü.
En 1480, Mengli Giray effectue un complet renversement d'alliance : il abandonne son alliée traditionnelle, l'Union de Pologne-Lituanie, pour conclure un accord avec le grand prince Ivan III de Russie. Cette nouvelle alliance est dirigée tant contre l'Union de Pologne-Lituanie que contre la Horde d'Or et le Khanat d'Astrakhan. Cela permet à la Grande-principauté de Moscou de repousser l'ultime offensive de la Horde d'or lors de la grande halte sur la rivière Ougra à l'automne 1480 et d'affirmer ainsi son indépendance.
Une vingtaine d'années plus tard, le khanat de Crimée détruit la Horde d'Or : en 1502, Mengli Giray défait le dernier khan de la Horde d'or et prend le contrôle de sa capitale, Saraï. Il revendique alors l'autorité de la Horde sur les autres khanats de la Volga. Il demande alors également à la Russie et à la Pologne-Lituanie le paiement du tribut que ces dernières versaient traditionnellement à la Horde d'Or.
Entre-temps, en 1484, Mengli Giray participe à la campagne de Bayezid II contre la principauté de Moldavie. Il reçoit en récompense des territoires sur le Dniepr et le Dniestr.

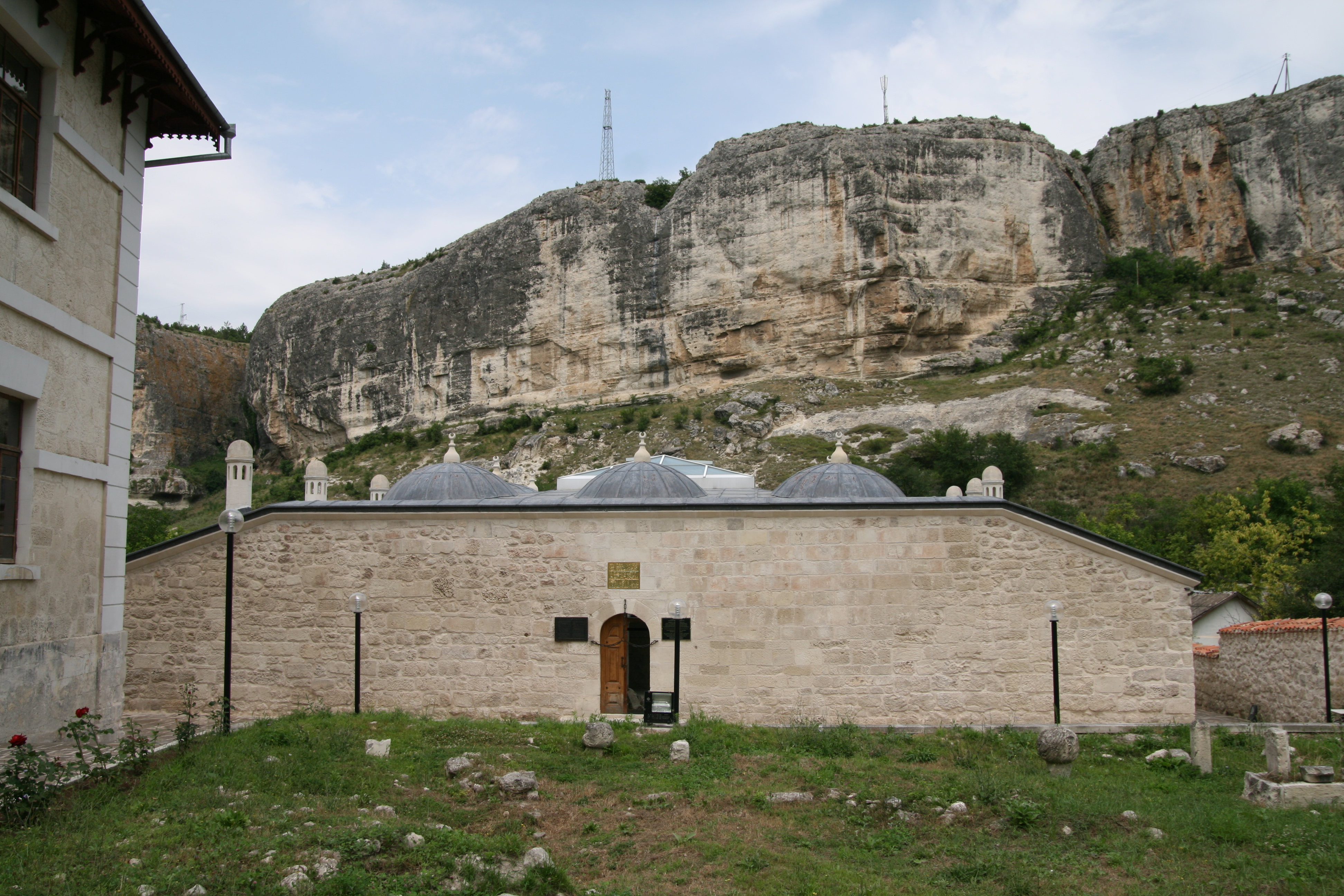
Madrassa de Zincirli qu'il fondait en 1500.

Il meurt le 17 avril 1515 à Bakhtchyssaraï et y est enterré. Son fils Mehmed Ier Giray lui succède à la tête du khanat de Crimée.

## Postérité
Mengli Giray laisse cinq fils :
- Mehmed Ier Giray ;
- Saadet Ier Giray ;
- Sahib Ier Giray, khan de Kazan puis de Crimée ;
- Mubarek, père de Devlet Ier Giray ;
- Fetih, père de Safa Giray, khan de Kazan.

## Sources
- (en) Alan W. Fisher, The Crimean Tatars, Standford University California, Hoover Institution Press, 1987, 264 p. (ISBN 0817966625), p. 8-11,15-17,22,35
- René Grousset, L’Empire des steppes, Attila, Gengis-Khan, Tamerlan', Payot, Paris, 1938 (réédition 1980)  (ISBN 2228272515).
- Chantal Lemercier-Quelquejay et Alexandre Bennigsen, « Le khanat de Crimée au début du XVIe siècle : De la tradition mongole à la suzeraineté ottomane », dans Cahiers du monde russe et soviétique, vol. 13, n° 3, p. 321-337.
- Notices d'autorité :   - VIAF
  - LCCN
  - WorldCat